# Wolfgang Sauer
Wolfgang Franz Josef Sauer (Stuttgart, 15 de março de 1930 — São Paulo, 29 de abril de 2013) foi um executivo alemão, naturalizado brasileiro, tendo sido presidente da fabricante de automóveis Volkswagen do Brasil entre 1973 e 1993.  